# 丹·布魯瑟茲
丹尼斯·喬瑟夫·「丹」·布魯瑟茲（英語：Dennis Joseph "Dan" Brouthers，1858年5月8日—1932年8月2日），綽號「大丹」，為美國職棒大聯盟的一壘手。他身高188公分，體重94公斤，在19世紀屬於相當魁梧的身材。
布魯瑟茲是19世紀著名的強打者，他在職業生涯敲出106轟，在1887年至1889年間一度為大聯盟之最。在他退休時，他擊出205支三壘安打一度排名大聯盟歷史第二高，1296分打點為歷史第三高。
布魯瑟茲生涯一共拿下5次打擊王，為19世紀選手最多。生涯打擊率3成42至今仍可以排進大聯盟歷史前十名。1945年，布魯瑟茲入選名人堂。

## 職業生涯

### 特洛伊木馬
1879年6月23日，布魯瑟茲登上大聯盟。他在首打席就擊出一壘安打，最後球隊順利贏球。8月21日，他臨危受命上場先發，結果面對兩屆勝投王Tommy Bond以0比16慘敗，他也在兩週後遭到釋出。整季他的打擊率為2成74，並敲出4轟與17分打點。
被木馬隊釋出後，布魯瑟茲便在小聯盟打球。1880年，他在一場表演賽中從名人堂投手普德·蓋爾文手中敲出致勝轟。他也靠好表現爭取到回到木馬隊的機會，但他在大聯盟只出賽3場比賽，僅敲出2支安打，最後他又被木馬釋出。

### 水牛城野牛
1881年，布魯瑟茲加盟野牛隊。他在這年成為隊上的固定先發，並繳出3成19的打擊率。當時他和球隊裡的Jack Rowe、Hardy Richardson、Deacon White等人組成了四核心。1882年和1883年，布魯瑟茲連莊打擊王。1883年，他以單季97分打點寫下大聯盟打點新紀錄，隔年更將紀錄推高到102分。

### 底特律狼獾

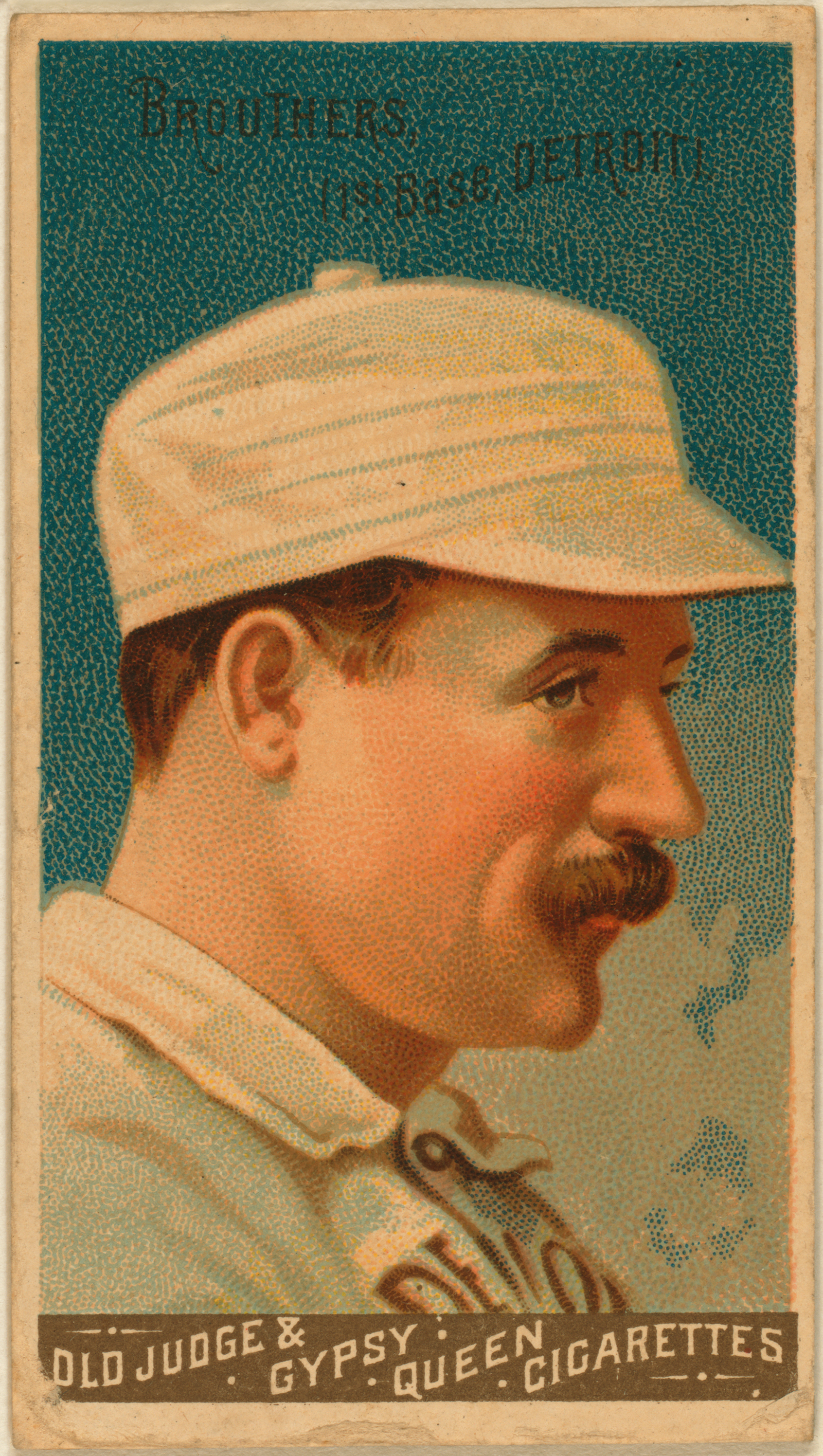
1888年出版的布魯瑟茲球員卡

1885年球季結束後，野牛隊因為出現財政困難而將球隊解散，陣中的四核心也被交易到底特律狼獾。1886年，他第二次拿下聯盟全壘打王。其中他在9月10日敲出三響砲，單場寫下15個壘打數也刷新國聯紀錄。
那時候的狼獾隊陣容相當豪華，球隊裡就有四個名人堂球員，再搭配兩位強投Lady Baldwin與Pretzels Getzien。他們在1886年拿下隊史最佳的87勝36敗，但最終仍排在國聯第二。1887年，球隊使用一樣的陣容再戰，這次他們終於拿下聯盟冠軍。布魯瑟茲繳出3成38的打擊率，153次得分為國聯最高。他們和聖路易布朗進行了冠軍賽，最後狼獾拿下了10勝5敗。不過布魯瑟茲僅出賽1場比賽，並敲出2支安打。
1888年，這次球隊無法複製前兩年的成績，整季只拿下68勝63敗。而布魯瑟茲的成績也跟著下滑，但他仍以118次得分成為國聯得分王。狼獾隊的主力都在這年受傷，加上觀眾人數大幅減少，因此球隊在球季結束後解散。10月16日，布魯瑟茲加盟波士頓食豆人。

### 波士頓

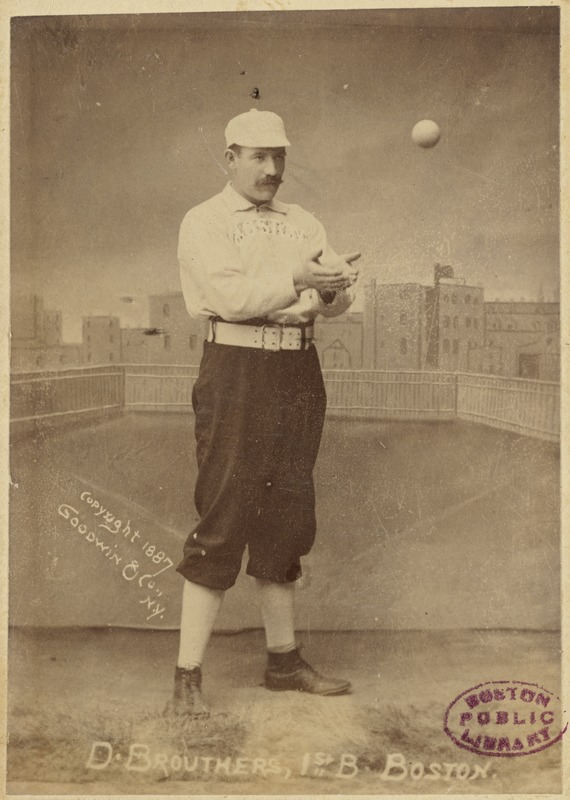
1887年的布魯瑟茲

1889年，他在食豆人繳出3成73的打擊率，並打回118分打點與105次得分。整季他只被三振6次，並在6月11日才吞下賽季第一K。
球季結束後，布魯瑟茲和一群大聯盟球員跳槽到球員聯盟，而他加盟波士頓紅人。他在1890年繳出3成30的打擊率，並帶隊成功拿下球員聯盟冠軍。
1891年，球員聯盟僅維持一年便宣告解體，不過紅人再度拿下聯盟冠軍。這年布魯瑟茲的打擊率為3成50，並打回109分打點。

### 生涯後期

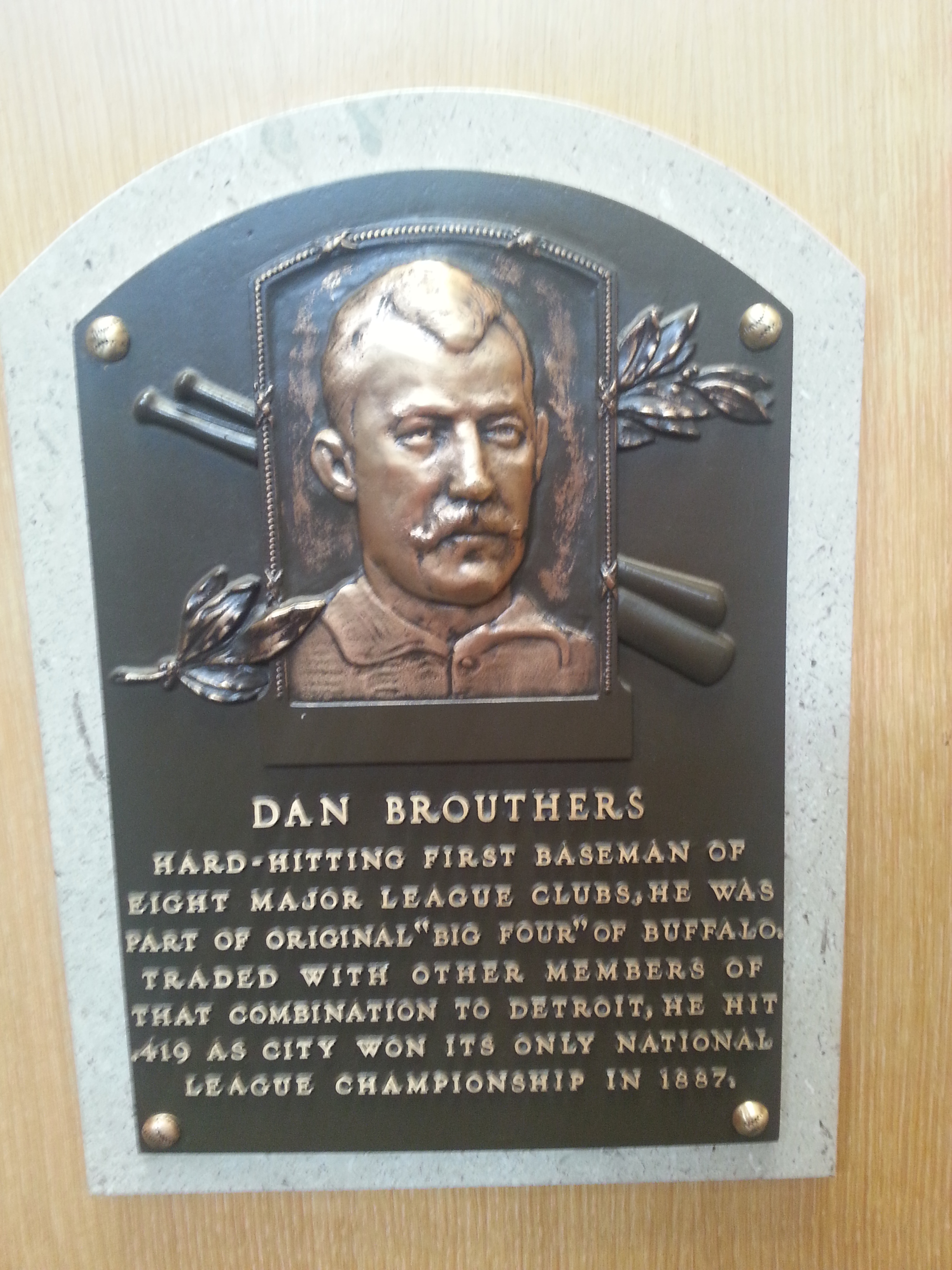
布魯瑟茲的名人堂匾額

1891年，除了球員聯盟，美國協會也在這年併入國聯，因此布魯瑟茲加入新郎隊(今洛杉磯道奇)。1892年，他繳出3成50的打擊率，並打回124分打點，兩項數據都是聯盟第一。1893年，他只出賽77場比賽，但繳出3成77的打擊率。球季結束後，他和威利·基勒被交易到巴爾的摩金鶯，換來Billy Shindle和George Treadway。
這筆交易讓金鶯一口氣擁有6位名人堂球員，他們在1894年拿下聯盟冠軍。這年也是布魯瑟茲最後一個完整賽季，他繳出3成47的打擊率，並打回128分打點。
在金鶯隊打球的期間，布魯瑟茲都會將他的愛狗帶到休息室內。據說他的隊友都不介意休息室內有一隻狗，而且這隻狗表現極佳，在比賽期間都不會隨便亂叫亂跑。
1895年，布魯瑟茲加盟上校隊。他在上校只出賽24場比賽，打擊率為3成07。1896年，他到了費城人隊，出賽57場比賽敲出3成44的打擊率。1904年，已離開大聯盟8年的布魯瑟茲加盟巨人，但他只出賽2場比賽，並留下2打數無安打的數據，最後他宣布退休。

## 生涯打擊成績
| 出賽次數 | 打席 | 打數 | 得分 | 安打 | 二安 | 三安 | 全壘打 | 打點 | 盜壘 | 保送 | 三振 | 打擊率 | 上壘率 | 長打率 | OPS  |
| -------- | ---- | ---- | ---- | ---- | ---- | ---- | ------ | ---- | ---- | ---- | ---- | ------ | ------ | ------ | ---- |
| 1676     | 7691 | 6726 | 1529 | 2303 | 462  | 206  | 107    | 1301 | 257  | 840  | 238  | .342   | .423   | .520   | .943 |

## 晚年

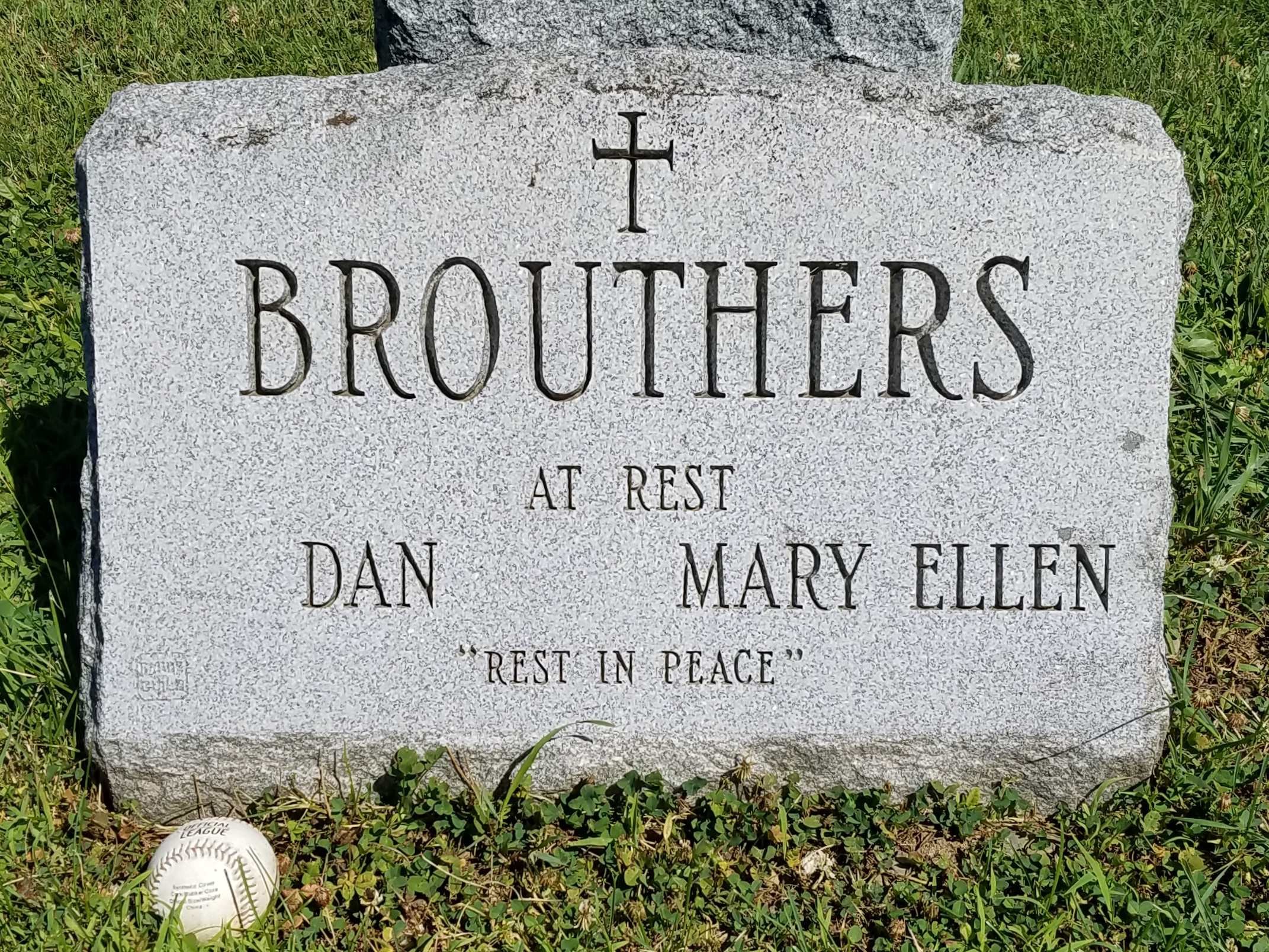
布魯瑟茲的墓

1898年，布魯瑟茲在小聯盟繳出4成15的打擊率。他到了46歲都還能在小聯盟繳出3成73的打擊率。而布魯瑟茲在1884年結婚，並育有4名子女。
1932年，74歲的布魯瑟茲去世。他被葬在紐約的聖瑪莉教堂公墓，當地還有一座紀念他的塑像。1945年，布魯瑟茲入選名人堂。1985年，他入選水牛城棒球名人堂。

## 外部連結
- 球員資訊和成績在MLB ，ESPN ，Retrosheet ，Baseball Reference ，Baseball Reference (Minors) ，Fangraphs ，The Baseball Cube （英文）

| 紀錄                | 紀錄                             | 紀錄                |
| ------------------- | -------------------------------- | ------------------- |
| 前任： Harry Stovey | 大聯盟歷史全壘打王 1887年–1888年 | 繼任： Harry Stovey |